# National Association for the Advancement of Colored People
La NAACP, sigla di National Association for the Advancement of Colored People («Associazione nazionale per la promozione delle persone di colore»), è una delle prime e più influenti associazioni per i diritti civili negli Stati Uniti.
Fu fondata il 12 febbraio 1909 in aiuto degli afro-americani. La sua sede principale è a Baltimora nel Maryland, ma ha altri uffici in numerosi stati degli Stati Uniti.

## Organizzazione
La sede principale della National Association for the Advancement of Colored People è a Baltimora, nel Maryland. Operativamente, l'associazione ha suddiviso il territorio degli Stati Uniti in sette aree, cui corrispondono sette uffici regionali che, oltre quello di Baltimora, hanno sede a Los Angeles, New York, Highland Park (in Michigan), Denver, Atlanta e Houston. Ogni ufficio regionale coordina le conferenze statali appartenenti alla propria area. Le attività sono invece organizzate da sezioni locali, giovanili o universitarie.
A livello federale, la NAACP è amministrata da un consiglio composto da 64 membri, guidato da un presidente. Il presidente dell'associazione e l'amministratore delegato sono eletti dal consiglio. Gli ultimi presidenti sono stati Julian Bond, attivista per i diritti civili ed ex senatore dello stato della Georgia, fino al 2010; Roslyn Brock dal 2010 al 2017, e l'attuale Leon W. Russell.
I settori d'azione sono assegnati a dei dipartimenti interni alla NAACP. Le sezioni locali sono coadiuvate dai dipartimenti: "Branch and Field Services" (servizi per le filiali e sul campo) e "Youth and College" (giovani e università). Il dipartimento legale si focalizza sui casi giudiziari di ampia applicazione sulle minoranze, quali discriminazioni sistematiche sul posto di lavoro, a scuola o da parte del governo. All'ufficio di Washington è assegnato il compito di fare lobbying sul governo federale, mentre il dipartimento sull'educazione si occupa di educazione a tutti i livelli: locale, statale e federale. Infine, la divisione sanitaria si occupa del miglioramento delle cure sanitarie per le minoranze attraverso iniziative politiche pubbliche e interventi educativi.
Nel 2007 la NAACP aveva approssimativamente 425.000 membri, tra paganti e non.

## Storia

### Il movimento Niagara

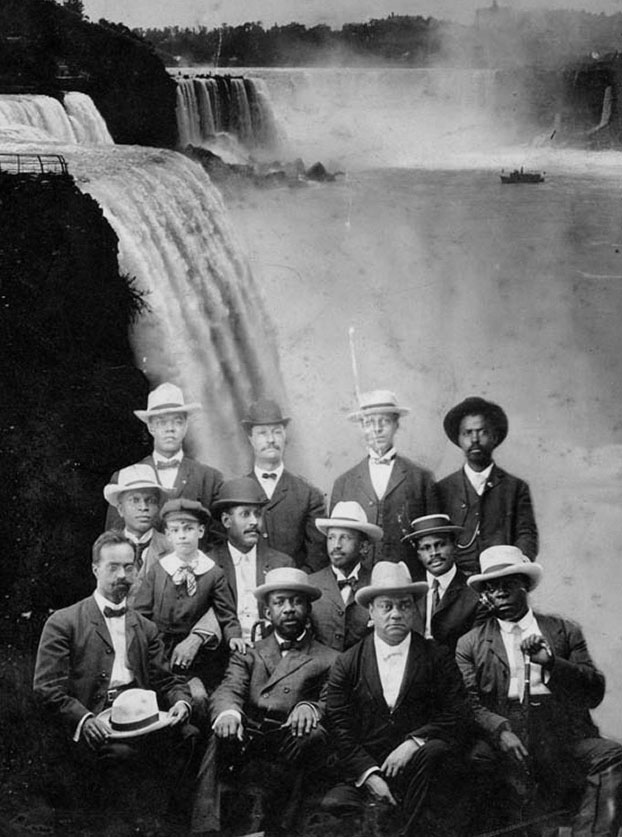
Partecipanti all'incontro fondativo del movimento Niagara nel 1905.

Nel 1905 un gruppo di trentadue importanti leader afroamericani si incontrò per discutere delle sfide affrontate dalle persone di colore e individuare soluzioni e possibili strategie d'azione. Erano particolarmente preoccupati a riguardo della revoca del diritto di voto ai neri negli Stati Uniti meridionali, iniziata con l'approvazione di una nuova costituzione nel Mississippi nel 1890. Nei primi anni del Novecento le assemblee legislative statali, dominate da democratici bianchi, ratificarono nuove costituzioni e leggi che introdussero ostacoli nella registrazione dei votanti, e regole per l'elezione più complesse, volte a ridimensionare - con successo - la partecipazione della popolazione nera alle elezioni. A uomini che avevano potuto votare nei trent'anni precedenti venne detto che non erano "qualificati" per registrarsi.
Poiché negli Stati Uniti vigeva la pratica della segregazione anche per gli alberghi, il gruppo si riunì in Canada, all'Erie Beach Hotel di Fort Erie, sul fiume Niagara, da cui il nome di movimento Niagara. Un anno dopo si unirono al gruppo il giornalista William English Walling e gli assistenti sociali Mary White Ovington e Henry Moskowitz, tutti e tre bianchi. Il gruppo si riunì quindi nel 1906 a Harper's Ferry e l'anno seguente a Boston.
Il neonato gruppo ebbe a che fare per un po' con risorse limitate e divisioni interne per infine sciogliersi nel 1910. Sette membri del movimento entrarono nel consiglio direttivo della NAACP, che fu fondata nel 1909.
Sebbene fossero diversi ad essere membri di entrambe le organizzazioni che per un certo tempo si sovrapposero, il Movimento Niagara era un'organizzazione separata, con una piattaforma più radicale rispetto alla NAACP. Il Movimento Niagara era stato costituito da soli afroamericani; l'incontro che condusse alla NAACP vide la partecipazione anche di tre americani di origine europea.

### La nascita della NAACP
La rivolta di Springfield del 1908 è spesso indicata come l'evento catalizzatore che condusse alla formazione della NAACP. L'associazione fu ideata nel gennaio del 1909 a New York da Mary White Ovington, il giornalista William English Walling e Henry Moskowitz. Stabilirono di organizzare un incontro il seguente 12 febbraio - centenario della nascita di Abraham Lincoln - al quale invitarono circa sessanta personalità, chiedendo loro di aderire all'associazione. Sebbene l'incontro ebbe luogo tre mesi dopo la data stabilita, il 12 febbraio 1909 è spesso indicato come la data d'istituzione della NAACP.
Tra gli altri, risposero all'appello William Edward Burghardt Du Bois, Ida B. Wells, Archibald Grimké, Oswald Garrison Villard, Florence Kelley, riformatrice sociale e amica di Du Bois, e Charles Edward Russell, che presiedette il National Negro Committee.
Il 30 maggio 1909 ebbe luogo a New York una conferenza del Movimento Niagara; durante l'incontro fu costituito il National Negro Committee, che l'anno seguente cambiò nome in National Association for the Advancement of Colored People, incorporando l'associazione nata nel febbraio del 1909. Moorfield Storey fu eletto presidente nazionale, William English Walling presiedette il comitato esecutivo, John E. Milholland fu nominato tesoriere, coadiuvato da Oswald Garrison Villard; alla segreteria esecutiva andò Frances Blascoer, mentre W. E. B. Du Bois diresse la pubblicistica e il settore ricerca dell'associazione.
Gli scopi dell'associazione furono descritti nello statuto come:
La conferenza condusse ad un'organizzazione diversificata e di maggiore influenza, sotto la direzione prevalentemente di ebrei americani; solo Du Bois era afroamericano. Solo nel 1975, in effetti, fu eletto un presidente di pelle nera, sebbene vari direttori esecutivi lo erano stati. La comunità ebraica contribuì grandemente al finanziamento della NAACP. Joel Elias Spingarn, professore emerito della Columbia University, diresse l'associazione dal 1914 e vi coinvolse Jacob Henry Schiff, Jacob Billikopf e Stephen Wise. Tra i co-fondatori di origine ebraica ci furono anche Julius Rosenwald, Lillian Wald e il rabbino Emil G. Hirsch.
I leader delle comunità ebraiche statunitensi avevano spesso sottolineato le somiglianze, più che le differenze, tra i disagi che avevano sopportato gli ebrei nella storia e quelli cui erano sottoposti gli afroamericani, soprattutto negli Stati Uniti meridionali. Permettere che questi uscissero dai "ghetti" in cui erano rinchiusi avrebbe portato a un avanzamento di tutta la comunità ed un maggiore benessere anche per gli ebrei. Le comunità ebraiche, quindi, fornirono un supporto importante al movimento dei diritti civili degli afroamericani: molti avvocati bianchi che si impegnarono nel movimento negli anni sessanta erano ebrei, così come molti ebrei erano presenti tra coloro che sfidarono le leggi Jim Crow nel 1964 nel Mississippi.

### La campagna anti-linciaggio

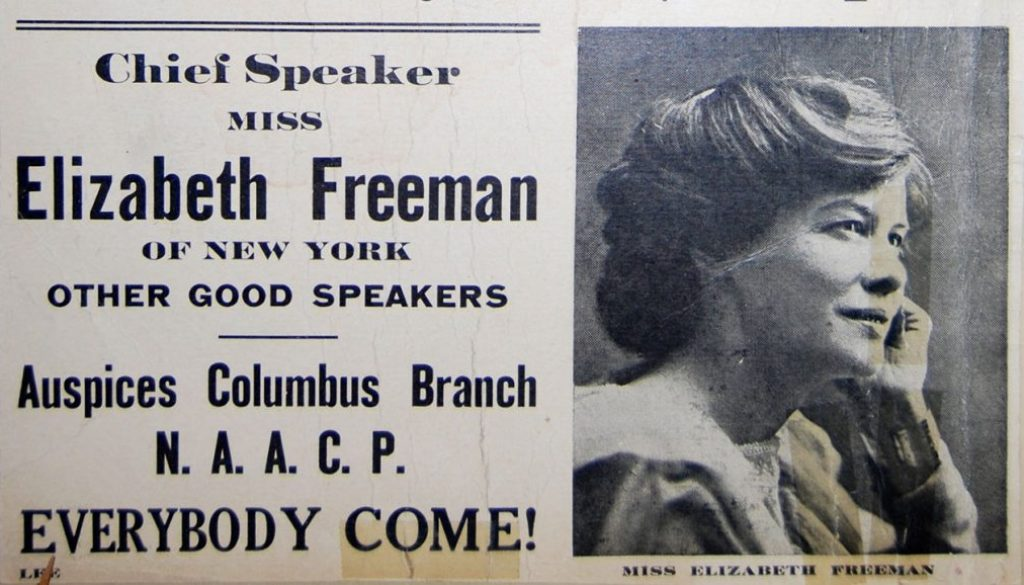
Manifesto della NAACP che pubblicizza un discorso di Elisabeth Freeman nel 1916.

Sin dalla sua fondazione, la NACCP partecipò al movimento anti-linciaggio, che, avviatosi negli anni novanta dell'ottocento, riuscì a rendere illegale la pratica del linciaggio in tutti gli Stati Uniti per gli anni trenta del Novecento. Nel 1916, in seguito al linciaggio di Jesse Washington, la NAACP istituì un comitato specifico ed avviò una campagna specifica contro il linciaggio. Iniziale testimonial ne fu la suffragetta Elisabeth Freeman, che era stata incaricata dalla NAACP di indagare sui fatti che avevano condotto al linciaggio di Jesse Washington. Il suo rapporto, rielaborato da Du Bois, fu pubblicato su The Crisis, la rivista dell'associazione: ne venne fuori un resoconto molto crudo, corredato da immagini delle torture subite dal ragazzo prima di essere ucciso. La NAACP distribuì il rapporto a centinaia di giornali e politici, campagna che portò ad un'ampia condanna del fatto.
Questa prima fase mutò sostanzialmente la reazione delle autorità a simili eventi, cui non diedero più il loro esplicito sostegno. Inoltre, passò l'idea nella pubblica opinione che il linciaggio fosse una pratica selvaggia e barbarica. In una seconda fase, la NAACP optò per una differente strategia comunicativa e alle cruente descrizioni dei linciaggi affiancò le immagini positive di quei membri delle forze dell'ordine che ne avevano efficacemente impediti. Successivamente la NACCP supportò le leggi che miravano a rendere illegale la pratica del linciaggio.

## NAACP Image Award
L'NAACP Image Award è un premio attribuito ogni anno dalla National Association for the Advancement of Colored People come riconoscimento per il lavoro svolto da persone di colore nel campo del cinema, della TV, della musica e della letteratura.